# Roger Garrison
Roger Garrison (Joplin, Misuri, 1944) es profesor de economía de la Universidad de Auburn, en Alabama, Estados Unidos. Garrison es afiliado a la escuela austriaca de economía y escribió su libro Tiempo y dinero. La macroeconomía de la estructura del capital, el que presenta una versión gráfica de la macroeconomía basada en el capital y ofrece una crítica al análisis gráfico keynesiano.[cita requerida]
Garrison ha brindado conferencias en todo el mundo, incluyendo la London School of Economics. Mark Skousen, en su libro Vienna and Chicago: Friends or Foes, se ha referido a Garrison como "uno de los principales macroeconomistas austríacos de la actualidad" (p. 113)